# Sketches from the Other Side, for A. I.
Sketches from the Other Side, for A. I. ist ein Musikalbum von Herb Robertson and the Space Cadets. Die am 18. Oktober 2005 in den Jang Linster Studios in Frisingen entstandenen Aufnahmen erschienen 2006 auf dem luxemburgischen Label Ruby Flower Records.

## Hintergrund
Der Trompeter Herb Robertson, ein langjähriges Mitglied der New Yorker Downtown-Szene und der europäischen Improvisationsszene, hatte sich Mitte der 2000er-Jahre mit Ana Isabel Ordonez zusammengetan, um das Independentlabel Ruby Flower Records zu gründen. Für dessen erste Produktion stellte Robertson ein Improvisationstrio mit den Holzbläsern Frank Gratkowski und Julien Petit zusammen. Auf Ruby Flower Records erschienen noch zwei Duo-Alben Robertsons, Second Time (mit Claude Marc Bourget) und Passing the Torch (mit Jean-Luc Cappozzo). 

## Titelliste
- Herb Robertson and the Space Cadets: Sketches from the Other Side, for A. I. (Ruby Flower Records RF01CD)[2]

1. Sketches From The Other Side, For A. I. 3:51
2. A. I.'s Theme 4:13
3. Blues For Ana Isobel 6:17
4. Spectrum of Petals 7:26
5. Geometric Entities 3:47
6. Strolling Through Deepness 6:42
7. Etiology Suite: Coming to Terms 1:48
8. Etiology Suite: Closing In 1:59
9. Etiology Suite: Road Construction Machinery 6:16
10. Etiology Suite: Solid State Lifeforms 2:00

Die Kompositionen stammen von Frank Gratkowski, Herb Robertson und Julien Petit.

## Rezeption
Nach Ansicht von Rex Butters, der das Album in All About Jazz rezensierte, greift das Album auf den umfangreichen musikalischen Hintergrund des Trios zurück, um durch überraschende Darbietungen erkennbare thematische Fäden zu weben. Da der längste der zehn Tracks weniger als acht Minuten dauert, handle es sich bei diesen kurzen Darbietungen tatsächlich um Skizzen, die durch die Kürze jeweils noch wirkungsvoller werden. Der Titeltrack ermögliche es den Mitgliedern des Trios, anmutig zu kreisen und durch Dialoge zu kommunizieren.